# Rurrenabaque
Rurrenabaque (auch Rurre genannt) ist eine Kleinstadt im Departamento Beni im Tiefland von Bolivien. Rurrenabaque wurde am 2. Februar 1844 gegründet. Der Ortsname stammt aus der örtlichen Tacana-Indianersprache und bedeutet „Ententeich“.

## Lage im Nahraum
Rurrenabaque ist Sitz der Verwaltung des gleichnamigen Municipio Rurrenabaque und liegt in der Provinz Ballivián auf einer Höhe von 172 m am rechten Ufer des Río Beni, dem Grenzfluss zum Departamento La Paz, der 16 km flussaufwärts den Angosto del Bala passiert. Rurrenabaque liegt etwa 40 Kilometer südlich der Provinzhauptstadt Reyes und etwa 450 Kilometer nördlich des Regierungssitzes La Paz.

## Geographie
Rurrenabaque liegt am westlichen Rand der Moxos-Ebene, mit über 100.000 km² eines der größten Feuchtgebiete der Erde; vorherrschende Vegetationsform in der Moxos-Ebene ist die tropische Savanne. Das Klima in der Region Rurrenabaque ist tropisch heiß und ganzjährig feucht, es kann aber im Winter auch durch den Surazo (kalter Wind aus Süden) relativ kühl werden. Der Jahresniederschlag beträgt knapp 2.000 mm, mit Monatsniederschlägen von etwa 300 mm im Januar und Februar, und von weniger als 100 mm in den Monaten August bis September. Die Monatsdurchschnittstemperaturen liegen ganzjährig zwischen 23 °C und 28 °C.

## Bevölkerung
Die Einwohnerzahl der Stadt ist in den vergangenen dreieinhalb Jahrzehnten auf ein Mehrfaches angestiegen:
| Jahr | Einwohner | Quelle       |
| ---- | --------- | ------------ |
| 1976 | 2.052     | Volkszählung |
| 1992 | 4.959     | Volkszählung |
| 2001 | 8.460     | Volkszählung |
| 2012 | 13.446    | Volkszählung |
| 2024 |           | Volkszählung |

## Wirtschaft

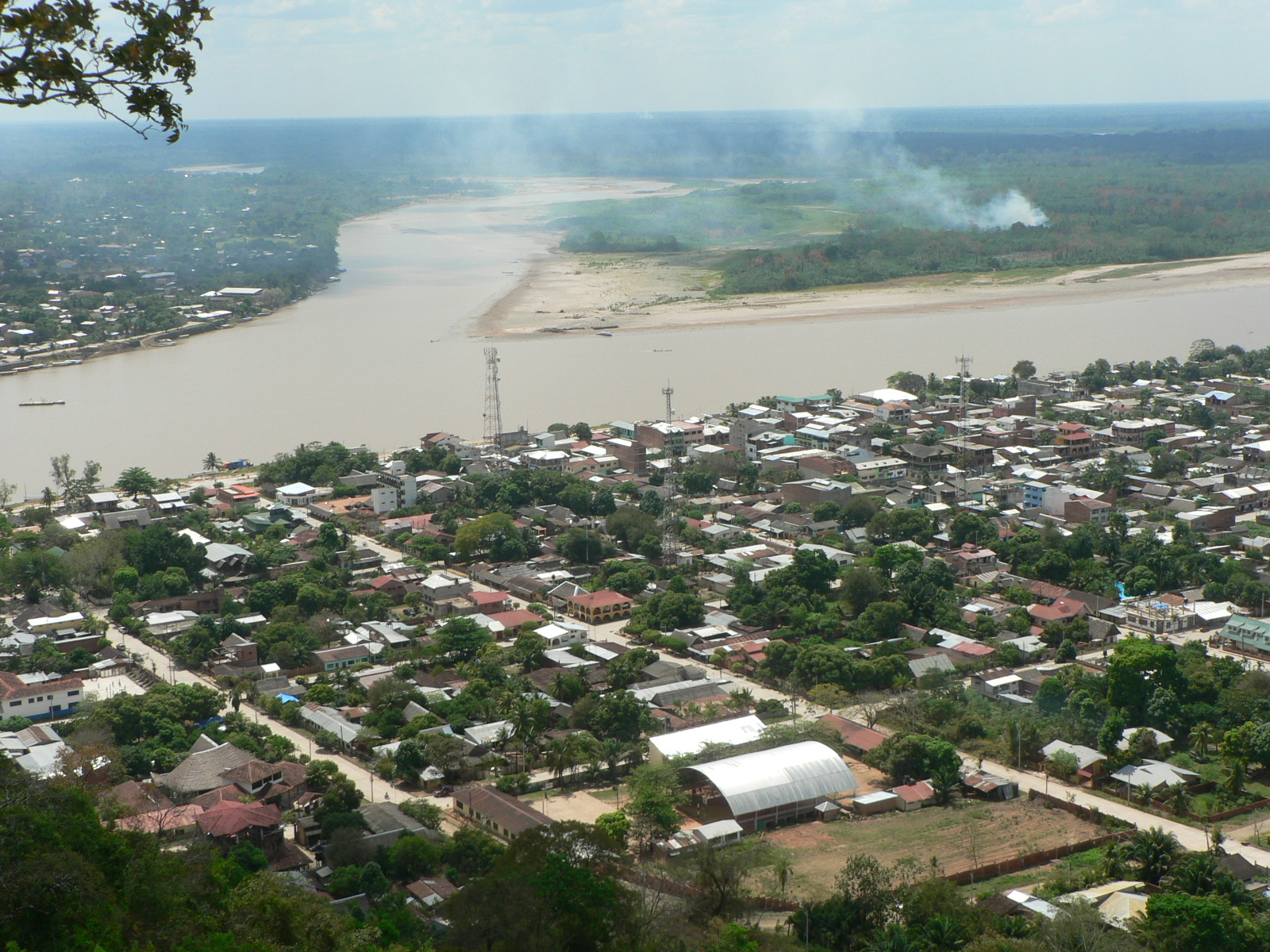
Blick über Rurrenabaque

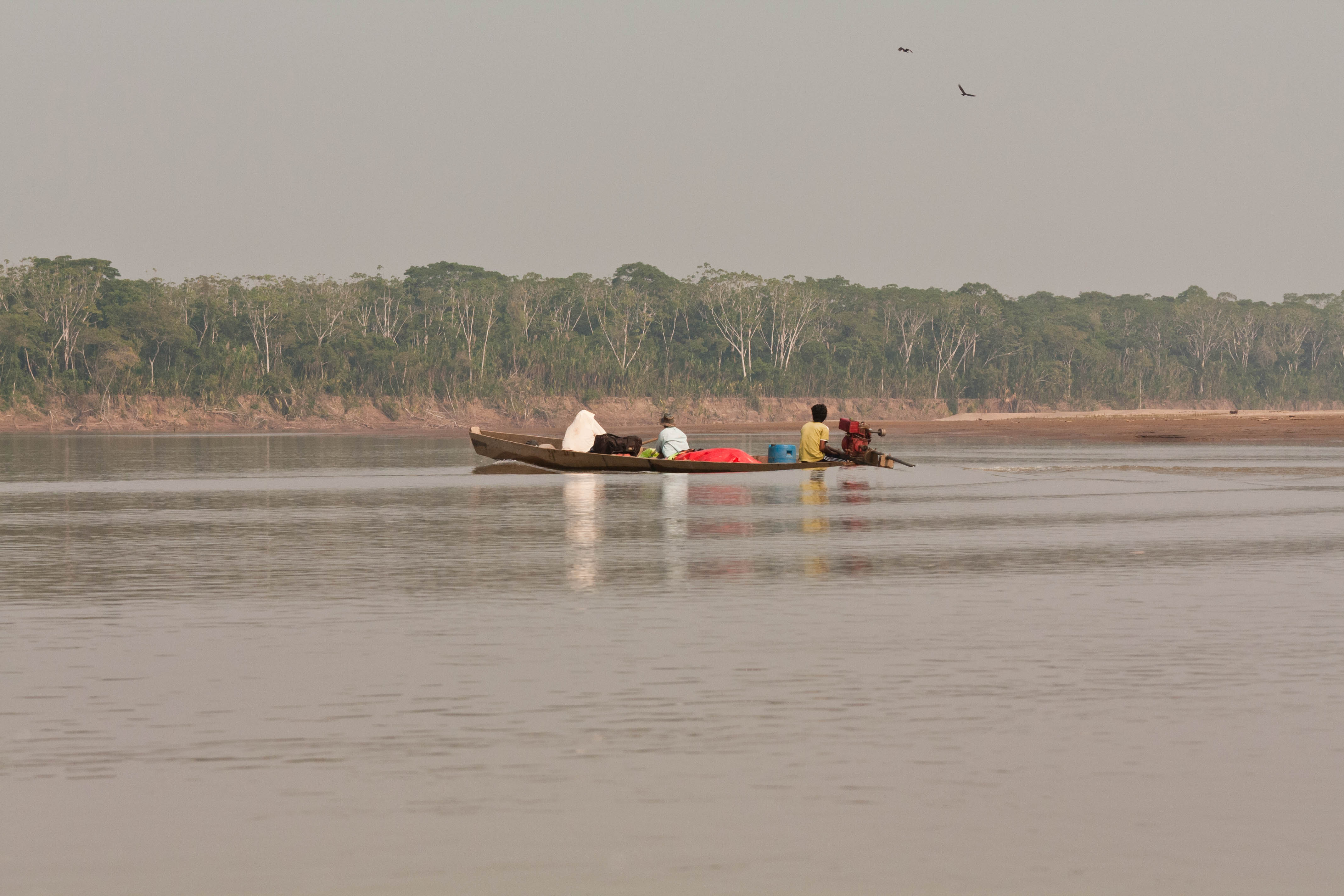
Río Beni bei Rurrenabaque

Rurrenabaque ist auf dem Landweg durch Straßen mit Trinidad, La Paz und Riberalta verbunden. Der Flugplatz von Rurrenabaque hat den IATA-Code RBQ. Der Ort ist vom Fremdenverkehr geprägt und dient als Ausgangspunkt für Touren in den nahen Madidi-Nationalpark sowie in die tierreichen Sumpfgebiete, die sogenannten „Pampas“.

## Tourismus
Rurrenabaque hat sich aufgrund seiner Regenwälder, Flüsse sowie Pampa und nachhaltiger Tourismusprojekte zu einem der wichtigsten touristischen Ziele Boliviens entwickelt. Die Stadt ist Ausgangspunkt für Touren in die umliegenden Pampas und den einzigartigen Madidi-Nationalpark, in dem mehr geschützte Tierarten leben als in jedem anderen Nationalpark der Welt. Jährlich kommen über 12.000 (Stand 1999) Besucher nach Rurrenabaque. Die Entdeckung für den Tourismus begann 1982, als sich Touristen im Urwald verirrten und nur zwei von ihnen überlebten. Yossi Ghinsberg, ein israelischer Tourist der Truppe, fand erst nach drei Wochen in die Zivilisation zurück. Er schrieb ein Buch (Lost in the Jungle) über seine Erlebnisse, das zum Kassenschlager wurde und einen entscheidenden Anstoß zur touristischen Erschließung der Region gegeben hat. Im Jahr 2017 wurden die Geschehnisse verfilmt, die Dreharbeiten zu Jungle fanden jedoch in Australien statt.